# コーカイ・レジェー
コーカイ・レジェー（Kókai Rezső, 1906年1月15日 - 1962年3月6日）は、ハンガリーの作曲家。

## 略歴
ブダペスト出身。リスト・フェレンツ音楽大学でハンス・ケスラーに作曲を、エマヌエル・ヘジにピアノを師事した。1926年から1934年の間、国立音楽院（現在のバルトーク音楽高校）のピアノ教師を務め、1929年からはリスト・フェレンツ音楽大学で作曲・音楽美学・音楽史・教育学を教えた。また1933年にはフライブルク大学にフランツ・リストの初期のピアノ曲についての論文を提出し、博士号を得た。1945年から1948年の間、ハンガリー放送の音楽ディレクターも務めた。
1952年、1955年、1956年の3回にわたってエルケル・フェレンツ賞を受賞した。

## 作品

### 舞台音楽
- オラトリオ「イシュトヴァーン王」（1941）

### 管弦楽曲
- 小オーケストラのための2つのロンド（1946-47）
- ヴェルブンコシュ組曲（1950）
- セーク地方の狂詩曲（1952）
- ヴァイオリン協奏曲（1952）
- ハンガリー舞曲集（1959）

### 室内楽曲
- ヴァイオリン、ヴィオラ、チェロのためのセレナーデ（1949-50）
- チェロとピアノのための2つの舞曲（1950）
- クラリネットとピアノのための4つの舞曲集（1951）
- ヴァイオリンとピアノのための奇想曲（1952）

### ピアノ曲
- トッカータ（1926）
- 4つの即興曲（1949）
- 2台のピアノのためのソナタ（1949）

## 文献
- Brockhaus–Riemann zenei lexikon. ... szerk. Boronkay Antal 2. köt. Budapest, 1984. Zeneműkiadó. ISBN 9633305438
- Lévai Béla: A rádió és a televízió krónikája 1945–1978. Budapest, 1980. Tömegkommunikációs Kutatóközp. ISBN 9630310015
- Varga Bálint András: Contemporary Hungarian Composers. Budapest, 1989. EMB. ISBN 9633306868